# Euophrys cooki
Euophrys cooki là một loài nhện trong họ Salticidae.
Loài này thuộc chi Euophrys. Euophrys cooki được Marek Żabka miêu tả năm 1985.